# Neobisium dalmatinum
Neobisium dalmatinum är en spindeldjursart som beskrevs av Beier 1938. Neobisium dalmatinum ingår i släktet Neobisium och familjen helplåtklokrypare. Inga underarter finns listade i Catalogue of Life.